# Castillo de Beaufort (Luxemburgo)
El Castillo de Beaufort (en francés: Château de Beaufort) es una estructura que data del siglo XI y consiste en las ruinas de una fortaleza medieval y un castillo renacentista adyacente. Se encuentra en Beaufort, en el este de Luxemburgo.
Probablemente fue en el siglo XI que el castillo que comenzó como una pequeña fortaleza en forma de cuadrado en una gran roca protegida por un foso y una segunda pared por encima de un valle.
Después de varios cambios en la propiedad, incluyendo Pierre de Coumont (1774) y Jean Théodore Baron de Tornaco-Vervoy (1781), el castillo fue abandonado, cayó en mal estado y en el comienzo del siglo XIX, incluso fue utilizado como cantera. En 1850, fue incluido por el Estado como un monumento nacional. En 1893, el nuevo propietario Henri Even lo restauró y, en 1928, Edmond Linkels abrió el castillo medieval a los visitantes. En 1981, la propiedad fue adquirida por el Estado.